# 普朗特-迈耶膨胀扇

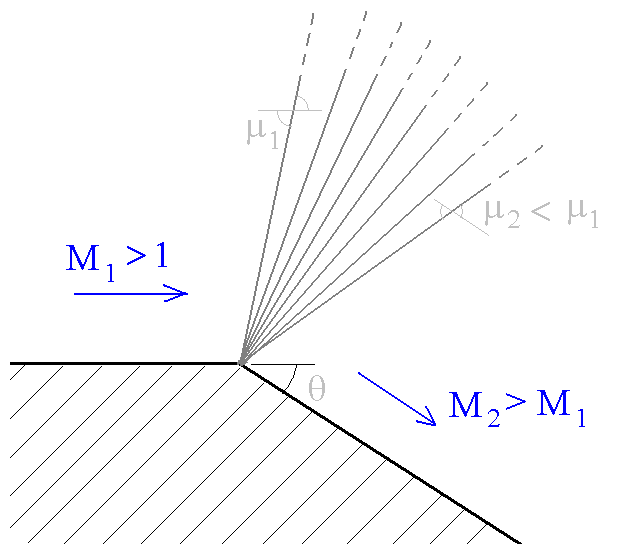
普朗特－迈耶膨胀扇

普朗特－迈耶膨胀扇（英語：Prandtl–Meyer expansion fan）是指超音速流绕外凸转角时所形成的膨胀扇。膨胀扇由无穷多条从尖锐转角发散、角度逐渐偏转的马赫波组成。而当转角为光滑圆角时，这一系列马赫波则反向交汇于一点。物理上，绕凸角的超音速流不可能仅穿过一条“激波”，因为那样会违背热力学第二定律。当流动穿过膨胀扇时，流速与马赫数增加，静压、温度与密度则减小。由于该过程为等熵过程，滞止性质则保持不变。

## 流动性质
膨胀扇由无穷多条马赫线组成，其中第一条马赫线与入流方向的夹角为{\displaystyle \mu _{1}=\arcsin \left({\frac {1}{M_{1}}}\right)}，最后一条马赫线与出流方向的夹角则为{\displaystyle \mu _{2}=\arcsin \left({\frac {1}{M_{2}}}\right)}。由于马赫线之间的夹角很小、流动转过的角度也很小，故整个过程为等熵过程。由此可以简化流动性质的计算。对等熵过程而言，滞止压强（{\displaystyle p_{0}}）、滞止温度（{\displaystyle T_{0}}）、滞止密度（{\displaystyle \rho _{0}}）等滞止性质为常数，因而出流性质为出流马赫数（{\displaystyle M_{2}}）与入流性质的函数：
{\displaystyle {\begin{array}{lcl}{\cfrac {T_{2}}{T_{1}}}&=&{\bigg (}{\cfrac {1+{\frac {\gamma -1}{2}}M_{1}^{2}}{1+{\frac {\gamma -1}{2}}M_{2}^{2}}}{\bigg )}\\\\{\cfrac {p_{2}}{p_{1}}}&=&{\bigg (}{\cfrac {1+{\frac {\gamma -1}{2}}M_{1}^{2}}{1+{\frac {\gamma -1}{2}}M_{2}^{2}}}{\bigg )}^{\gamma /(\gamma -1)}\\\\{\cfrac {\rho _{2}}{\rho _{1}}}&=&{\bigg (}{\cfrac {1+{\frac {\gamma -1}{2}}M_{1}^{2}}{1+{\frac {\gamma -1}{2}}M_{2}^{2}}}{\bigg )}^{1/(\gamma -1)}.\end{array}}}
出流马赫数（{\displaystyle M_{2}}）与入流马赫数（{\displaystyle M_{1}}）及转角（{\displaystyle \theta }）之间的关系则为
{\displaystyle \theta =\nu (M_{2})-\nu (M_{1})\,}
其中{\displaystyle \nu (M)\,}为普朗特－迈耶函数。